# Horisznij
Horisznij (ukr. Горішній) – wieś na Ukrainie, w obwodzie lwowskim, w rejonie lwowskim, w hromadzie Dawidów. W 2001 roku liczyła 110 mieszkańców.
Do 1946 roku miejscowość nosiła nazwę Wólka Góry (ukr. Вулька Гори, Wulka Hory).